# Leichtathletik-Weltmeisterschaften 2019/Teilnehmer (Schweiz)
| Gelbes Symbol für Goldmedaillen mit stilisierten Olympischen Ringen | Graues Symbol für Silbermedaillen mit stilisierten Olympischen Ringen | Braundes Symbol für Bronzemedaillen mit stilisierten Olympischen Ringen |
| ------------------------------------------------------------------- | --------------------------------------------------------------------- | ----------------------------------------------------------------------- |
| —                                                                   | —                                                                     | 1                                                                       |

Der Schweizer Verband Swiss Athletics selektionierte 19 Athletinnen und Athleten für die Leichtathletik-Weltmeisterschaften 2019 in Doha. Weitere Teilnehmer können noch auf Einladung des Weltleichtathletikverbands IAAF folgen.

## Ergebnisse

### Frauen

#### Laufdisziplinen
| Athletin | Disziplin    | Vorlauf     | Vorlauf | Halbfinale | Halbfinale | Finale     | Finale |
| Athletin | Disziplin    | Zeit        | Platz   | Zeit       | Platz      | Zeit       | Platz  |
| --- | ------------ | ----------- | ------- | ---------- | ---------- | ---------- | ------ |
| Ajla Del Ponte | 100 m        | 11,36 s     | 29      | DNQ        | DNQ        | –          | –      |
| Mujinga Kambundji | 100 m        | 11,17 s     | 7       | 11,10 s    | 9          | DNQ        | DNQ    |
| Mujinga Kambundji | 200 m        | 22,81 s     | 14      | 22,49 s    | 4          | 22,51 s    | Bronze |
| Salomé Kora | 100 m        | 11,48 s     | 36      | DNQ        | DNQ        | –          | –      |
| Sarah Atcho | 200 m        | 23,29 s     | 29      | DNQ        | DNQ        | –          | –      |
| Selina Büchel | 800 m        | 2:03,38 min | 25      | DNQ        | DNQ        | –          | –      |
| Lore Hoffmann | 800 m        | 2:03,40 min | 26      | DNQ        | DNQ        | –          | –      |
| Léa Sprunger | 400 m Hürden | 54,98 s SB  | 05      | 54,52 s SB | 8          | 54,06 s NR | 4      |
| - Sarah Atcho - Ajla Del Ponte - Mujinga Kambundji - Salomé Kora nicht auf Startlisten: - Géraldine Frey - Cornelia Halbheer | 4 × 100 m    | 42,82 s     | 6       |            |            | 42,18 s NR | 4      |
| - Yasmin Giger - Fanette Humair - Rachel Pellaud - Léa Sprunger nicht auf Startliste: - Giulia Senn - Veronica Vancardo      | 4 × 400 m    | 3:30,63 min | 14      |            |            | DNQ        | DNQ    |

#### Sprung/Wurf
| Athletin       | Disziplin      | Qualifikation | Qualifikation | Finale     | Finale |
| Athletin       | Disziplin      | Weite/Höhe    | Platz         | Weite/Höhe | Platz  |
| -------------- | -------------- | ------------- | ------------- | ---------- | ------ |
| Nicole Büchler | Stabhochsprung | 4,55 m SB     | 18            | DNQ        | DNQ    |
| Angelica Moser | Stabhochsprung | 4,60 m        | 11            | 4,50 m     | 13     |

#### Siebenkampf
| Athletin            | Disziplin | 100 m Hürden | Hochsprung | Kugelstoßen | 200 m   | Weitsprung | Speerwurf | 800 m       | Punkte | Platz |
| ------------------- | --------- | ------------ | ---------- | ----------- | ------- | ---------- | --------- | ----------- | ------ | ----- |
| Géraldine Ruckstuhl | Ergebnis  | 13,84 s      | 1,71 m     | 14,28 m     | 25,21 s | 5,73 m     | 55,35 m   | 2;16,02 min | 6159   | 9     |
| Géraldine Ruckstuhl | Punkte    | 1001         | 867        | 813         | 868     | 768        | 964       | 879         | 6159   | 9     |

### Männer

#### Laufdisziplinen
| Athlet          | Disziplin    | Vorlauf      | Vorlauf | Halbfinale | Halbfinale | Finale    | Finale |
| Athlet          | Disziplin    | Zeit         | Platz   | Zeit       | Platz      | Zeit      | Platz  |
| --------------- | ------------ | ------------ | ------- | ---------- | ---------- | --------- | ------ |
| Alex Wilson     | 100 m        | 10,38 s      | 38      | DNQ        | DNQ        | –         | –      |
| Alex Wilson     | 200 m        | 20,40 s      | 20      | DNS        | DNS        | –         | –      |
| Julien Wanders  | 5000 m       | 13:38,95 min | 25      |            |            | DNQ       | DNQ    |
| Julien Wanders  | 10.000 m     |              |         |            |            | DNF       | DNF    |
| Tadesse Abraham | Marathon     |              |         |            |            | 2:11:58 h | 09     |
| Jason Joseph    | 110 m Hürden | 13,39 s NR   | 08      | 13,53 s    | 13         | DNQ       | DNQ    |
| Kariem Hussein  | 400 m Hürden | 50,62 s      | 28      | DNQ        | DNQ        | –         | –      |